# KDE Frameworks 5

KDE Frameworks 5

KDE Frameworks – kolekcja bibliotek programistycznych, stworzona przez KDE i oparta na bibliotekach Qt. Jest ona podstawą środowiska graficznego KDE 5. Została wydana na licencji LGPL.
Biblioteki te to efekt prac nad przebudową bibliotek KDE 4 na niezależne, międzyplatformowe moduły, które mają w założeniu skrócić czas potrzebny na programowanie aplikacji wykorzystujących Qt.